# 칭다오 지하철
칭다오 지하철(중국어 간체자: 青岛地铁, 정체자: 青島地鐵 청도지철[*])은 중화인민공화국 산둥성 칭다오시의 도시 철도이다.

## 노선
- ●칭다오 지하철 1호선
- ●칭다오 지하철 2호선
- ●칭다오 지하철 3호선
- ●칭다오 지하철 4호선
- ●칭다오 지하철 6호선
- ●칭다오 지하철 8호선
- ●칭다오 지하철 11호선 (남곡 쾌선)
- ●칭다오 지하철 13호선 (서해안 쾌선)

## 같이 보기
- 지하철 목록